# Microsoft Office 2003
Microsoft Office 2003 是微軟公司針對Windows XP作業系統所推出的辦公室套裝軟體，於2003年9月17日推出，其前一代產品為 Office XP，後一代產品為 Office 2007。微軟公司為了重新訂定Office品牌形象，設計新的產品標誌，此外也添加了兩個新軟體成員，InfoPath 和 OneNote。Office 2003 只能在基於Windows NT 5.x架構及以上的作業系統上執行，因此並不支援 Windows NT 4.0 、Windows 98 和 Windows Me。
Office 2003最後的積累性更新Service Pack 3改善許多與Windows Vista之後的系統相容性和穩定性的問題，主流支援已於2009年4月結束，延伸支援則於2014年4月結束。

## 特色
- 新介面與新功能： Outlook 2003 換了新界面並增加許多功能，包含更好的郵件和行事曆分享及閱覽介面、搜尋資料夾、顏色標籤、Kerberos協議、HTTP協定的遠程過程調用等，並大幅地改善了垃圾郵件過濾器。Word 2003增加了閱讀版面模式、文件比較、更好的追蹤修訂功能、語音備忘功能和 XML 文件格式。Excel 2003增加了一些統計運算功能，和XML資料匯入、分析和轉換功能。Access 2003 增加了備份指令和表格錯誤偵查回報的功能。FrontPage 2003增加了條件式樣式、HTML語法尋找和取代功能、新的表格樣式工具、Flash支援、WebDAV和SharePoint分享功能。

- 智慧標籤：智慧標籤有些微改善，使用基本的表現式和延伸庫[4]。智慧標籤功能也被嵌入至 PowerPoint和Access。

- 線上藝廊：Office 2003只自帶少量的插圖和範本，其他的媒體資源可從Office官方網站取得，此為Office 2003的一大特色。[5]Office 網站提供軟體教學和秘訣的內容、範本、插圖、照片等媒體資源。

## 版本
| 軟體成員   | 入門版 | 學生教師版 | 標準版 | 小型企業版                       | 專業版                           | 企業用專業版                     |
| ---------- | ------ | ---------- | ------ | -------------------------------- | -------------------------------- | -------------------------------- |
| Word       | 有     | 有         | 有     | 有                               | 有                               | 有                               |
| Excel      | 有     | 有         | 有     | 有                               | 有                               | 有                               |
| Outlook    | 有     | 有         | 有     | 有 包含 Business Contact Manager | 有 包含 Business Contact Manager | 有 包含 Business Contact Manager |
| PowerPoint | 無     | 有         | 有     | 有                               | 有                               | 有                               |
| Publisher  | 無     | 無         | 無     | 有                               | 有                               | 有                               |
| Access     | 無     | 無         | 無     | 無                               | 有                               | 有                               |
| InfoPath   | 無     | 無         | 無     | 無                               | 無                               | 有                               |

注：
- 入門版只提供OEM形式安裝
- 學生教師版只供學術領域人員購買
- 企業用專業版只提供大量授權
- OneNote、FrontPage、Visio和Projec 雖然被列為Office 2003的成員，但並未在任何一種版本中出現。

## 另見
- 辦公室套裝軟體比較